# Єжи Новосельський
Єжи Новосєльський також відомий за своїм українським іменем Юрій Новосільський (пол. Jerzy Nowosielski; 7 січня 1923, Краків — 21 лютого 2011, Краків) —  польський художник, іконописець, графік, сценограф, теоретик мистецтва, та православний теолог.

## Життєпис
Народився 7 січня 1923 року у Кракові у лемківській сім'ї.
|  | Я зовсім не маю в собі польської крові, — жартує Юрій Новосільський, син лемка і полонізованої австрійки. — Я поляк, але трошки українець, трошки німець. Я люблю цю країну і вболіваю через те, що вона однобічно сформована післятридентською римо-католицькою ментальністю. А це є каліцтвом культури нації, — Кристина Черні, «Кажан у храмі. Біографія Єжи Новосельського». |

Професор Академії мистецтв у Кракові. Удостоєний звання Doctor honoris causa Львівської академії мистецтв (2008).
Створив власний неповторний художній стиль. Новосельський поєднував у своєму малярстві дві філософії — західну і східну, дві культури — польську та українську. Попри те, що він був сучасним художником, проте був заглибленим у візантійську традицію.
Через звинувачення в неканонічності нищили його поліхромії та викидали ікони з костелів і церков. Зокрема, голубий іконостас з Орішкова на Підляшші, який був усунений з церкви, а тепер депонований у православній церкві у Кракові.

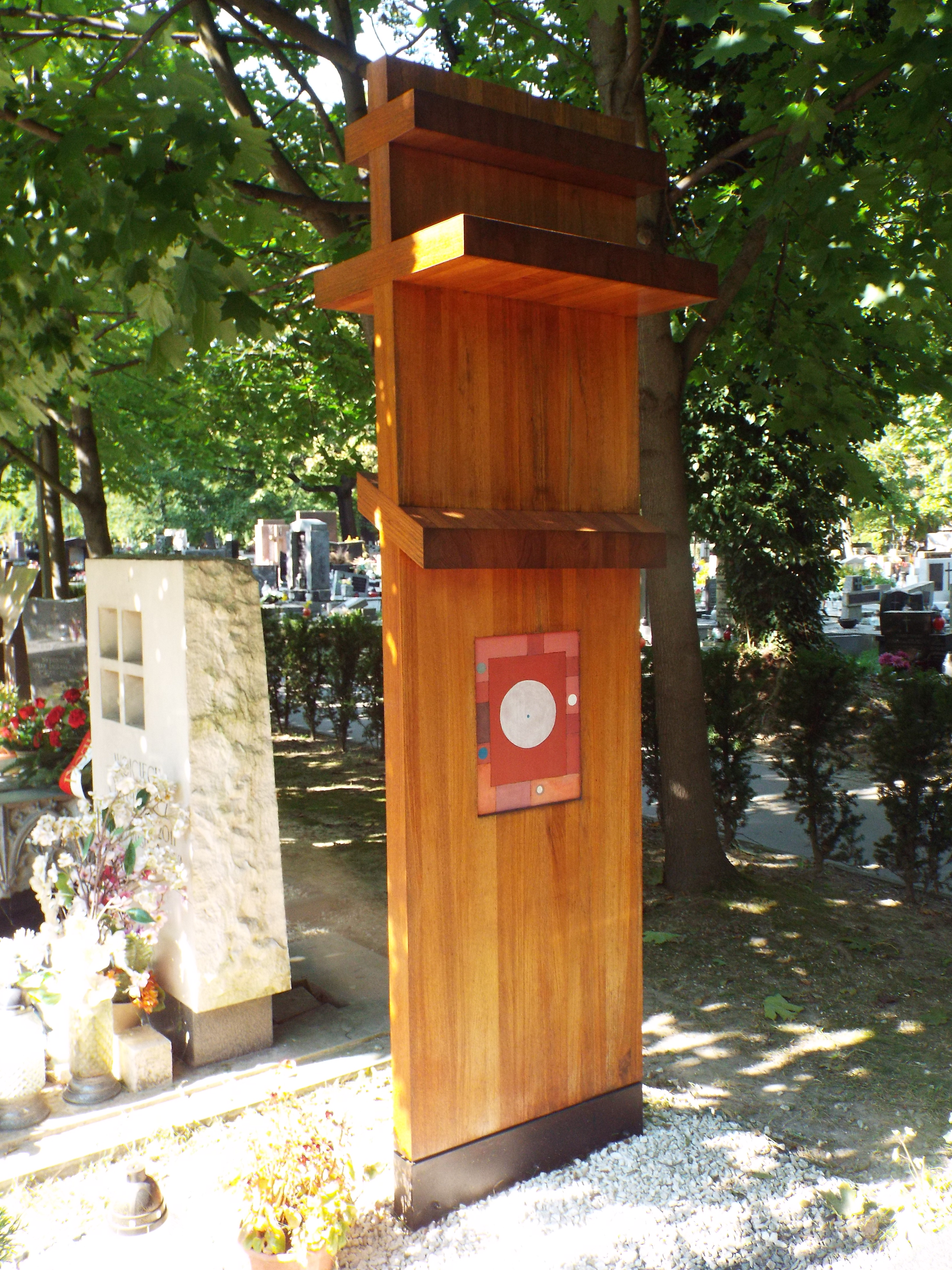
Поховання Єжи Новосельського, Краків, Раковицький цвинтар. Фото 2021 р.

Похований на Раковицькому цвинтарі у Кракові, алея заслужених, поле LXIXPASB, ряд, 1, поховання 12 (50.075298°, 19,956018° [Архівовано 24 вересня 2021 у Wayback Machine.]).

## Праці

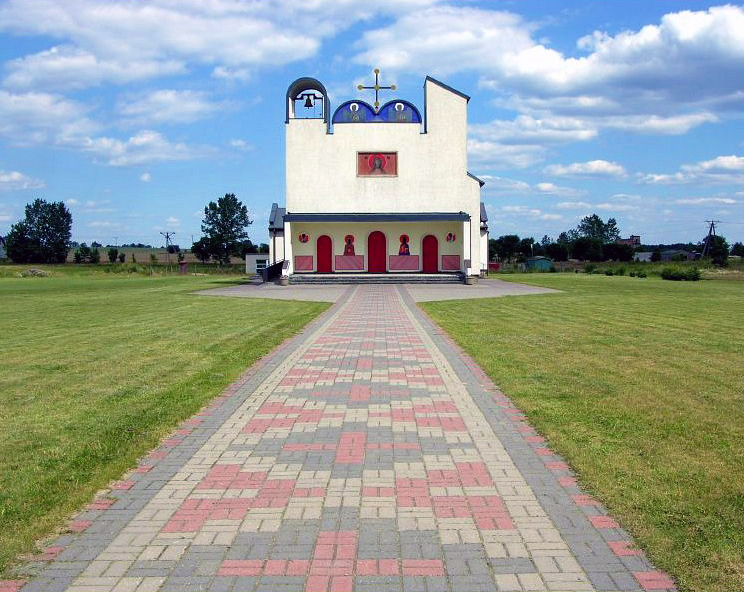
Церква Різдва Богородиці (Білий Бір)

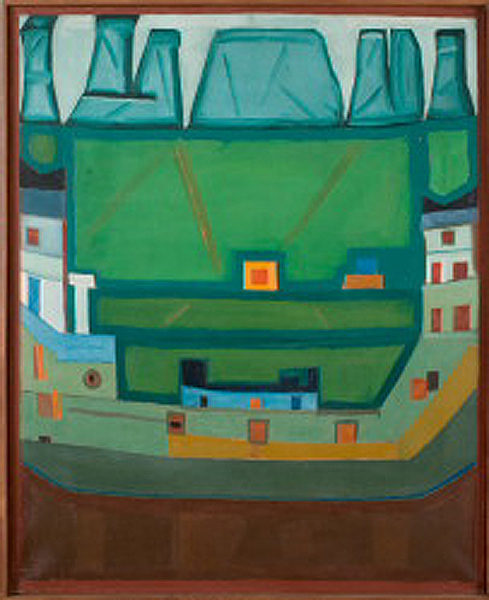
Новосельський Є. Місто біля підніжжя гір (пейзаж)

- іконостас та інтер'єр Греко-Католицької церкви Воздвиження Чесного Хреста в м.Гурово-Ілавецьке (1983-1984);
- розпис греко-католицької церкви Різдва Богородиці у м. Білий Бір;
- іконостас у церкві Митрополичої Духовної Семінарії УГКЦ у Любліні;
- ікони і хрест у монастирі в Тинці;
- каплиця та іконостас у православній церкві у Кракові;
- ікони в греко-католицькій церкві у Кракові;
- Розп'яття та надбрамна ікона Богородиці Втілення для храму Успіння Пресвятої Богородиці при монастирі оо. Василіан у Варшаві;
- Поліхромія храму Успіння Пресвятої Богородиці в Люрді;
- Поліхромія костелу Івана Хрестителя у Варшаві.